# Torsten Eckerman
Torsten Karl Bertil Eckerman, född 5 oktober 1945 i Västerås, Västmanlands län  död 22 februari 2013 i Valbo församling, Gävleborgs län,
 var en svensk trumpetare, pianist och blockflöjtist. 
Eckerman var medlem i jazzorkestern Roland Keijsers kvartett under sent 1960-tal och därefter i bandet Arbete & fritid 1969–1976, med vilket han medverkade på flera album. Han deltog även i Tältprojektet 1977 som medlem i Tältorkestern. Efter sin musikkarriär var han verksam som lärare i jazzhistoria, svenska, religionskunskap och historia vid Vasaskolan i Gävle och pensionerades i juni 2012.